# Lęgniowce

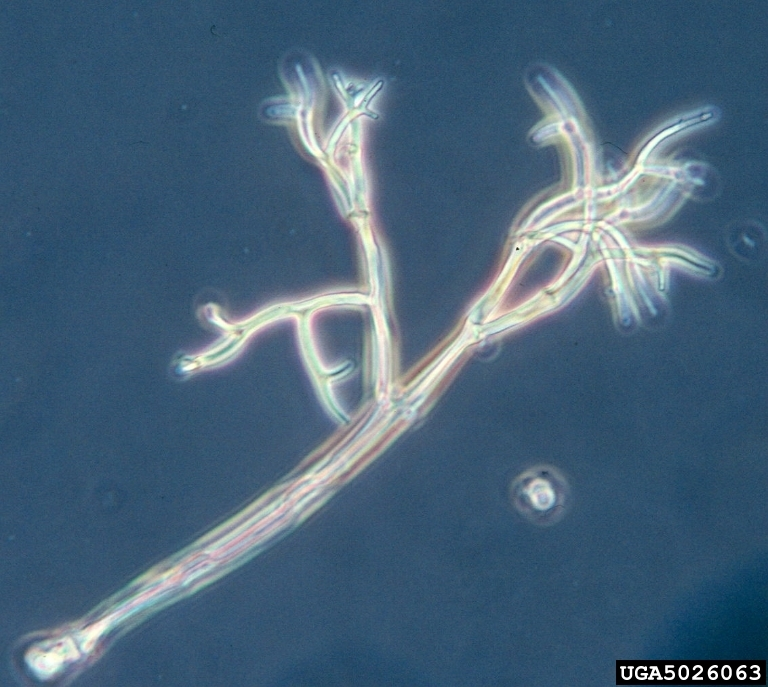
Konidiofory Peronospora sparsa

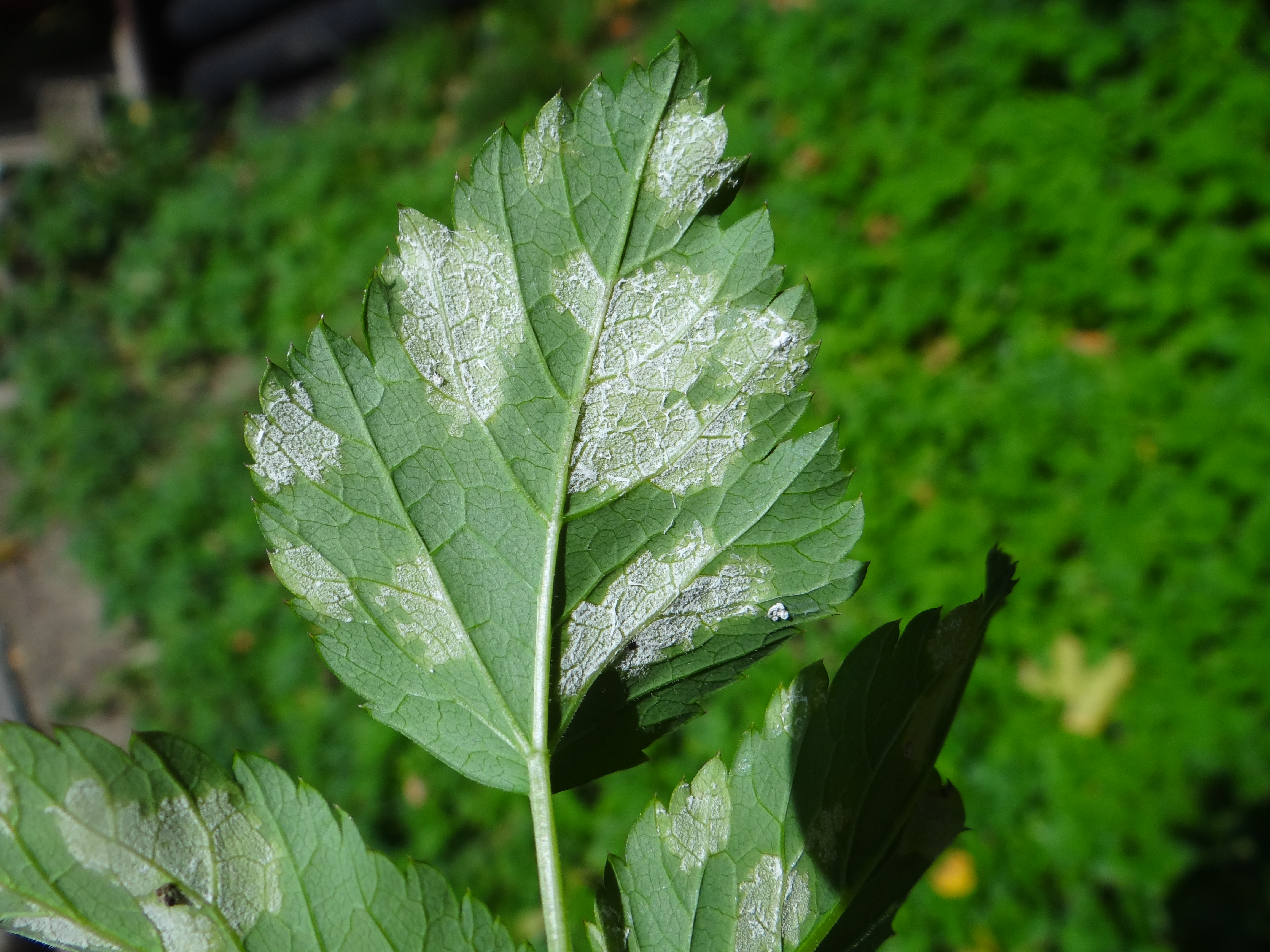
Plecha Plasmopara nivea na dolnej stronie listka podagrycznika pospolitego

Lęgniowce, grzybopodobne lęgniowe, dawniej grzyby lęgniowe (Oomycota Arx) – grzybopodobne organizmy eukariotyczne, w najnowszej klasyfikacji według Cavalliera-Smitha zaliczane do królestwa Chromista. Dawniej zaliczane były do grzybów. Odżywiają się martwymi szczątkami organicznymi albo pasożytują na innych organizmach. Mają ciało zbudowane z komórczakowatych strzępek. W różnych innych systemach klasyfikacyjnych są taksonem w randze typu (gromady) Oomycota lub gromada (klasa) Oomycetes. Znane jest 500–800 gatunków.

## Biologia i ekologia

### Budowa
Budową przypominają grzyby strzępkowe. Plecha o budowie syfonalnej, czyli komórczakowatej o rurowatym kształcie, bez przegród poprzecznych. Strzępki mogą się rozgałęziać. Wyróżnia się trzy typy ściany komórkowej różniące się zawartością N-acetyloglukozaminy tworzącej chitynę. Typ I charakteryzuje jej brak, ale występuje w niej kwas glukuronowy i mannoza (w formie mannanu). W typie II zawartość N-acetyloglukozaminy sięga 5%, a w typie III jest większa. Mannanu w typach II i III jest mniej niż w typie I. Najwięcej glukanów znajduje się w typie II, a ich zróżnicowanie zależy od typu. Ściana komórkowa zawiera również celulozę. Plechy lęgniowców zwykle są diploidalne, a ich gametangia – haploidalne.

### Tryb życia
Podobnie jak grzyby, lęgniowce odżywiają się osmotroficznie.
Wiele gatunków żyje w wodzie (także w morzach), część na lądzie. Część gatunków żyje wolno, saprotroficznie, część pasożytniczo, wywołując pleśniawki lub innego typu choroby. Do chorób, wywoływanych przez lęgniowce, należą: zaraza ziemniaczana (Phytophthora infestans), mączniak rzekomy tytoniu (niebieska pleśń, Peronospora tabacina), mączniak rzekomy winorośli (Plasmopara viticola), zgorzel korzeni siewek (Pythium debaryanum), dżuma racza (Aphanomyces astaci) i in. Wśród gospodarzy pasożytniczych lęgniowców znanych jest 56 rodzin roślin okrytonasiennych (w większości z szeroko rozumianych dwuliściennych). Porażające rośliny lęgniowce wytwarzają strzępki żyjące międzykomórkowo, które wnikają do komórek przez ssawki. Często zakażają rośliny przez ich aparaty szparkowe. Częstsze jest u nich rozmnażanie przez zarodniki, które wymaga wilgoci. Jako pasożyty bezwzględne, z nielicznymi wyjątkami nie są w stanie utrzymać się w kulturach hodowlanych. Niektóre drobne lęgniowce, np. z rodzaju Olpidiopsis, pasożytują również na grzybach, glonach i innych lęgniowcach, inne zaś na zwierzętach. Wśród gatunków wodnych od pasożytnictwa częstszy jest saprotrofizm.
Wyjątkowo u grupy Rhipidiales obligatoryjne jest oddychanie na drodze fermentacji.

### Rozmnażanie
Rozmnażanie wegetatywne przez zoospory, powstające przez wydzielenie się jednojądrowego fragmentu cytoplazmy. Zoospory mają po dwie nierówne wici, z których krótsza jest pokryta mastygonemami i zwrócona ku przodowi. U roztoczki mogą powstawać dwa typy zoospor o podobnej, ale nieco odmiennej budowie. Zoospory niektórych gatunków pozbawione są wici, z kolei u niektórych gatunków pasożytniczych hydrochorycznie lub anemochorycznie roznoszone są całe sporangia. U niektórych gatunków zarodnie wykształcają się w postaci przypominającej konidia.
Rozmnażanie płciowe na drodze oogamii. Występują zarówno rodzaje obupłciowe (np. Saprolegnia), jak i rozdzielnopłciowe (np. Achlya), rzadziej wyłącznie żeńskie (Basidiophora). Podczas tworzenia komórek jajowych w lęgniach (oogoniach) zanika większość powstałych jąder, a pozostałe otaczane są cytoplazmą, tworząc kuliste jaja zwane oocystami. Plemnie (anterydia) nie uwalniając gamet przylegają dzięki chemotropizmowi do lęgni i wypuszczając strzępki zapładniające wrastają w nią. Dopiero wówczas dochodzi do zapłodnienia (kariogamii). Zygoty otaczają się grubą osłoną i po okresie spoczynkowym kiełkują. Następnie powstaje nowa plecha, która niedługo potem wytwarza sporangia. U niektórych gatunków zygota od razu kiełkuje w postaci zoospor. Zygoty lęgniowców nazywane bywają oosporami.

## Systematyka
Lęgniowce historycznie zaliczane były do grzybów. W czasach, gdy grzyby zaliczano do roślin, lęgniowce w randze rzędu Oomycetales zaliczano do klasy glonowców. Następnie, w systemach o większej liczbie królestw biologicznych włączano je do królestwa grzybów jako gromadę Oomycota (grzyby lęgniowe) zawierającą tylko jedną klasę Oomycetes (lęgniaki) lub do królestwa protistów (tam włączając je do nieformalnej grupy protistów grzybopodobnych).
We współczesnych systemach taksonomicznych lęgniowce są włączane jako klad Peronosporomycetes do kladu stramenopili w supergrupie Chromalveolata lub jako typ Pseudofungi do infrakrólestwa Heterokonta w królestwie Chromista.
Lęgniowce tradycyjnie dzielono na dwie grupy (o różnych rangach w zależności od systemu od rodziny Saprolegniaceae i Peronosporaceae po podgromadę Saprolegniomycetidae i Peronosporomycetidae):
Według innych jeszcze klasyfikacji lęgniowce dzieli się na 4 klasa podgromady:
- Rhipidiomycetidae
- Saprolegniomycetidae
- Albuginomycetidae
- Peronosporomycetidae

Według aktualizowanej klasyfikacji Dictionary of the Fungi (klasyfikacja Cavalliera-Smitha) lęgniowce dzieli się na:
- klasa Bigyromonadea
- klasa Hyphochytrea
- klasa Oomycetes
- klasa Peronosporea
- klasa incertae sedis

W dawnych systemach lęgniowce wykazujące cechy typowe dla roślin (obecność celulozy, skład substancji zapasowych, elementy budowy komórki, uwicione pływki) i grzybów (osmotrofizm, budowa strzępkowa, ślady chityny) bywały uważane za ogniwo pośrednie między glonami a grzybami. Obecnie uważa się, że podobieństwo do grzybów jest jedynie powierzchowne. Lęgniowce mają bardzo wiele cech wspólnych z pozostałymi stramenopilami, przy czym nie jest jasne, czy oddzieliły się od pozostałych linii przed pozyskaniem chloroplastów (na drodze wtórnej endosymbiozy), czy już po tym, tracąc chloroplasty ponownie.